# USS West Bridge (ID-2888)
L’USS West Bridge (ID-2888) est un cargo de la marine des États-Unis au cours de la Première Guerre mondiale. Initialement nommé SS War Topaz, il est renommé en SS West Bridge. Après son désarmement de l’US Navy, le navire poursuit une carrière civile comme SS West Bridge. Il est rebaptisé SS Barbara Cates en 1929 puis SS Pan Golfe en 1939. Après la fin de la Seconde Guerre mondiale, le navire est rebaptisé SS Lermontov (russe : Лермонтов) en naviguant sous pavillon soviétique.
L'USS West Bridge fait partie d'une série de cargos à coque en acier construit pour l'United States Shipping Board (USSB) sur la côte ouest des États-Unis. Le navire est lancé en avril 1918 et livré à l'US Navy à la fin mai. Après sa mise en service, l'USS West Bridge quitte le Pacifique Nord-Ouest vers la côte Est des États-Unis et rejoint un convoi de cargos qui prend la direction de la France en août. Le West Bridge subit une panne de moteur en mer alors que le convoi est attaqué par deux sous-marins allemands. Le navire est torpillé et doit être abandonné. Le lendemain, une équipe de sauvetage du destroyer américain USS Smith (DD-17) monte à bord du navire, et, avec la collaboration de quatre remorqueurs réussissent à gagner un port français. Les quatre hommes reçoivent la Navy Cross pour le sauvetage de L’USS West Bridge.
Après sept mois de réparation, le West Bridge reprend du service dans la Marine jusqu'à son déclassement en décembre 1919 et son retour à l'USSB. Le West Bridge est mis en sommeil pendant près de sept ans de 1922 à 1929, avant d'être vendu comme navire de fret intercostal sous le nom SS Barbara Cates. En 1938, le navire est renommé Pan Golfe pour servir dans une filiale de la Waterman Steamship Company (en). Pendant la Seconde Guerre mondiale, le Pan Golfe effectue neuf aller-retour avec des convois militaires entre les États-Unis et le Royaume-Uni sans incident. Il navigue également entre New York et les ports sur la côte du Golfe et dans les Caraïbes. En mai 1945, le navire est transféré à l'Union soviétique sous prêt-bail. Rebaptisé SS Lermontov, le navire continue ses activités pour les Soviétiques jusqu'en 1966, quand il est laissé à l'abandon à Split en Croatie.

## Conception et construction

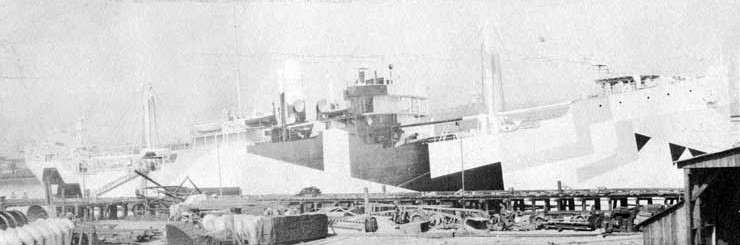
L'USS West Bridge en mai 1918.

Pour remplacer le tonnage d'expédition perdu avec les sous-marins allemands pendant la Première Guerre mondiale, le British Shipping Controller (en) recherche des navires récemment construits par les chantiers navals américains. Dans le cadre des 700 000 tonnes de navire de transport ordonnées en mars 1917, une commande de neuf navires de 8 800 tonnes est effectuée avec la J. F. Duthie & Company (en) à Seattle. Comme les États-Unis n'étaient pas encore entrés dans la Première Guerre mondiale, le British Shipping Contrôler décide de contourner les lois de neutralité en passant commande via diverses sociétés maritimes britanniques. Bien que la société qui a passé la commande avec Duthie ne soit pas signalé dans les sources, la société la plus utilisée pour ces commandes est la Cunard Steamship Company. La JF Duthie & Company prend donc en charge la construction des neuf navires, et pose la quille du SS War Topaz sans doute en 1917.
Le 6 août 1917, l'Emergency Fleet Corporation, une entité créée par l'United States Shipping Board (USSB) peu de temps après l’entrée en guerre des États-Unis le 6 avril, et chargé de superviser la construction navale américaine, réquisitionne la plupart des navires en construction aux États-Unis; dont le Topaz. Lors de son lancement le 24 avril 1918, le navire est rebaptisé West Bridge. Il devient l'un des cargos de taille et de conception similaire de la série West construit par plusieurs chantiers navals sur la côte ouest des États-Unis. Le 26 mai, le West Bridge est livré à la marine des États-Unis.
Terminé, le navire mesure 124,79 m de long (longueur entre perpendiculaires), 16,5 m de large, et le tirant d'eau est de 7,34 m. l'USS West Bridge possède un déplacement de 12 400 tonnes (t), et sa cale de 9,07 m de profondeur permet au navire de transporter 5799 tonneaux,. Le navire est alimenté par une seule moteur à vapeur à triple expansion construit par la compagnie Hooven-Owens-Rentschler (en) à Hamilton. Le moteur, avec des cylindres de 62, 105, et 180 cm de diamètre et une course de 120 cm, est capable de générer jusqu'à 2500 chevaux (1 900 kW), permettant à l’unique hélice d’entraîner un déplacement de 10,5 nœuds (19,4 km/h),. Lors de son acquisition par la marine américaine, l'USS West Bridge est armé avec un canon de 4 pouces (102 mm) et un de 3 pouces (76 mm).

## Carrière militaire

### L'entrée dans la Première Guerre mondiale
L'USS West Bridge (ID-2888) est commissionné dans le Military Sealift Command au Puget Sound Navy Yard le 26 mai avec aux commandes le lieutenant commander Mortimer Hawkins, de l'USNRF. Pour son voyage inaugural, le West Bridge transporte un chargement de farine et prend la mer le 10 juin en direction de la côte Est des États-Unis. Lors de la traversée, le navire subit des problèmes moteurs qui l'oblige à accoster à Balboa dans la zone du canal de Panama pour effectuer des réparations. Il reprend la mer le 4 juillet et arrive à New York le 16 juillet 1918.
Après le ravitaillement à New York, le West Bridge rejoint le convoi HB-8 le 1er aout à destination de la France, en compagnie du cargo de l’US Navy USS West Alsek, et du transport de l’United States Army SS Montanan, et de 13 autres navires auxiliaires. Le convoi est escorté par le yacht armé USS Noma, les destroyers USS Burrows et USS Smith, et du croiseur français Marseillaise,. Le convoi est à quelque 500 milles marins (900 km) à l'ouest de sa destination de Le Verdon-sur-Mer à la fin de la journée du 15 août 1918,.

### L'attaque duSM U-107

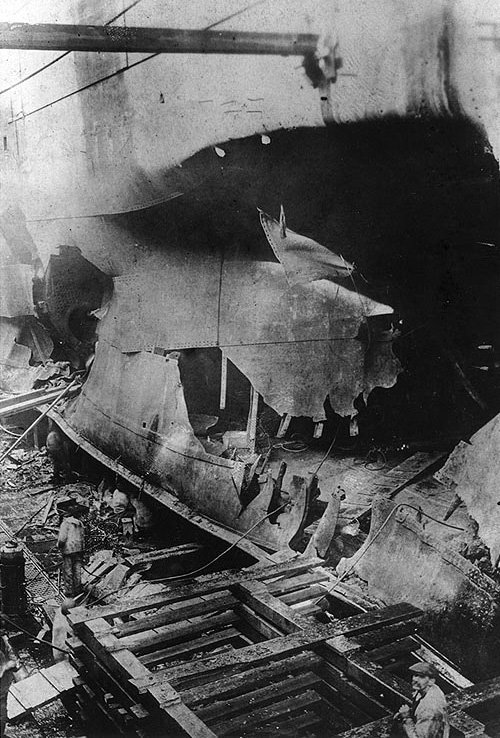
Les dommages de l’USS West Bridge en cale sèche à Brest en 1918.

À 17 h 40, le moteur du West Bridge tombe une nouvelle fois en panne et son équipage ne peut le réparer. Le West Bridge se retrouve à la dérive en arrière du convoi. Il se signale au croiseur français Marseillaise et demande un remorquage. Au coucher du soleil, peu avant 18h00, le SS Montanan encore dans le convoi, qui est maintenant à quatre milles nautiques (7,4 km) du West Bridge, est touché par l'une des trois torpilles lancées par le sous-marin allemand SM U-90. Le Montanan fortement endommagé est rapidement abandonné. Il sombre quelques heures plus tard. Sur le West Bridge, le lieutenant commander Hawkins, qui craint un torpillage, ordonne le poste de combat à son équipage. Le USS Noma, qui prend la direction du West Bridge, ordonne au cargo d'éteindre ses lumières et de se tenir prêt.
Peu après, le SM U-107 s’approche et lance deux torpilles sur le cargo à l’arrêt qui touchent leur but. La première a frappé l'avant du navire près de la cale no 3, tandis que la seconde touche le milieu du bateau à proximité de la salle des machines. Et West Bridge a immédiatement commencé à giter à tribord. Hawkins ordonne alors à l'équipage d’abandonner le navire. Lui et deux membres d'équipage demeurent sur le navire jusqu'à ce qu'ils soient sûrs que tout le monde est bien évacué. Au moment où ils quittent le navire, l'eau commence à submerger le pont.
Après l'attaque qui a détruit la radio du West Bridge, l'USS Noma lance un SOS pour ce dernier. L'USS Noma prend ensuite en chasse le sous-marin allemand et lâche des grenades anti-sous-marines. Le destroyer USS Burrows se porte au secours des survivants du West Bridge qui avaient dérivé à environ un mile (2 km) du West Bridge. Une fois à bord du destroyer, un premier décompte révèle la disparition de quatre hommes, mais également la présence de deux passagères clandestines.
Le matin du 16 août, le Montanan et le West Bridge sont encore à flot. Malgré les tentatives pour faire remorquer le Montanan, ce dernier sombre dans la matinée. Pendant ce temps, Hawkins et son commandant en second retourne sur le West Bridge pour évaluer la situation. Trois cales et les compartiments moteurs sont complètement inondés. Hawkins averti alors le  capitaine du Burrows que la situation est désespérée et qu’il mettrait en danger son navire, l'équipage et les survivants du West Bridge en restant à proximité. En conséquence, le Burrows reprend la route vers Brest en France, laissant le destroyer USS Smith (DD-17) avec le West Bridge.

### Le sauvetage

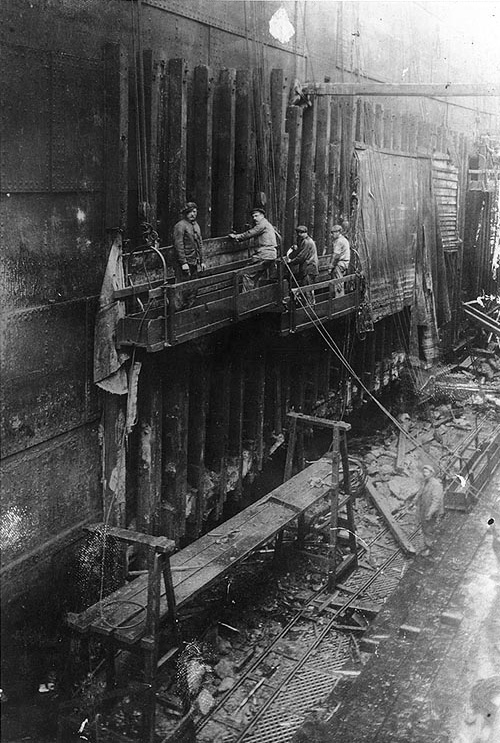
L'USS West Bridge en réparation à Brest.

Une équipe de volontaires du destroyer USS Smith (DD-17) chargée des réparations et du sauvetage se met en place dirigée par le lieutenant Richard L. Conolly (en). Elle inclut le chief Boatswain's mate (United States Navy) (en) John Henry Caudell, et le Construction mechanic (United States Navy) (en) de 3e classe, Walter Homer Todd. L'équipe monte à bord de l'USS West Bridge bientôt rejoint par quatre remorqueurs expédiés depuis Brest, l'USS Favorite (SP--1385) (en) accompagné de deux remorqueurs français et d'un remorqueur britannique.
Au cours des cinq jours suivants, l'USS West Bridge, assisté par les remorqueurs et l'USS Isabel (PY--10) (en) qui les a rejoints, fait lentement chemin vers la côte française pour finalement arriver à Brest. Le West Bridge est remorqué sur plus de 400 milles marins (740 km) avec seulement 1% de flottabilité. Conolly, Caudell, et Todd reçoivent la Navy Cross pour leurs efforts à sauver le West Bridge. WW Wotherspoon, officier de l’USS Favorite est aussi honoré par une Navy Cross, pour son assistance dans ce sauvetage,.
L'étendue des dégâts et l'état du West Bridge conduisent à l’établissement de certains rapports erronés affirmant sa perte. Les articles de presse du 24 août dans le New York Times et le Chicago Daily Tribune signalent la perte du West Bridge. L’information erronée se retrouve également dans certaines publications plus tardives comme dans l’ouvrage de Benedict Crowell (en) et Robert Forrest Wilson, intitulé The Road to France: The Transportation of Troops and Military Supplies, 1917–1918, publié en 1921.
Après sept mois des réparations, l'USS West Bridge reprend du service pour le Naval Overseas Transportation Service jusqu'au 1er décembre 1919, date à laquelle il est désarmé et remis à l'United States Shipping Board.

## Entre-deux-guerres
On sait peu sur les activités du West Bridge après son retour dans l'United States Shipping Board en 1919, mais en juin 1922, il est mis en réserve à Philadelphie, où il sommeille pendant près de sept ans. En mars 1929, l'USSB approuve la vente du West Bridge pour 57 000 $ à la société Sudden and Christenson Steamship Company de San Francisco. En mai, le navire est rebaptisé Barbara Cates. Il sert pour le transport de fret intercostal sur leur Arrow Line, qui relie la côte Pacifique à Baltimore, Norfolk, Savannah, et Jacksonville. L'acquisition du Barbara Cates et de quelques autres navires achetés au même temps permet à l’Arrow Line d'augmenter son trafic d’une liaison bimensuelle à une liaison tous les dix jours. Les neuf années de service du Barbara Cates au sein de l’Arrow Line se déroulent sans incident notable.
En octobre 1938, le navire est renommé Pan Golfe pour refléter la nomenclature de ses nouveaux propriétaires, la Steamship Company Pan-Atlantique, une filiale de Waterman Steamship Company,. La Pan-Atlantic Line relie les ports le long de la côte Atlantique et de la côte du Golfe. Il est donc probable que le Pan Golfe a relié les plus gros ports de cette zone comme Baltimore, Miami, Tampa, la Nouvelle-Orléans, Philadelphie, New York et Boston à cette époque.
En octobre 1941, le Christian Science Monitor rapporte que Pan Golfe s’est retrouvé coincé dans la vase après une mauvaise évaluation des distances de son équipage en quittant son mouillage de la base militaire située sur Governors Island. La première tentative pour libérer le Pan Golfe échoue et il faut huit remorqueurs pour libérer le navire. Le journal rapport également que le navire ne semble pas avoir subi de dégât à la suite de cette mésaventure.

## Seconde Guerre mondiale et fin de carrière

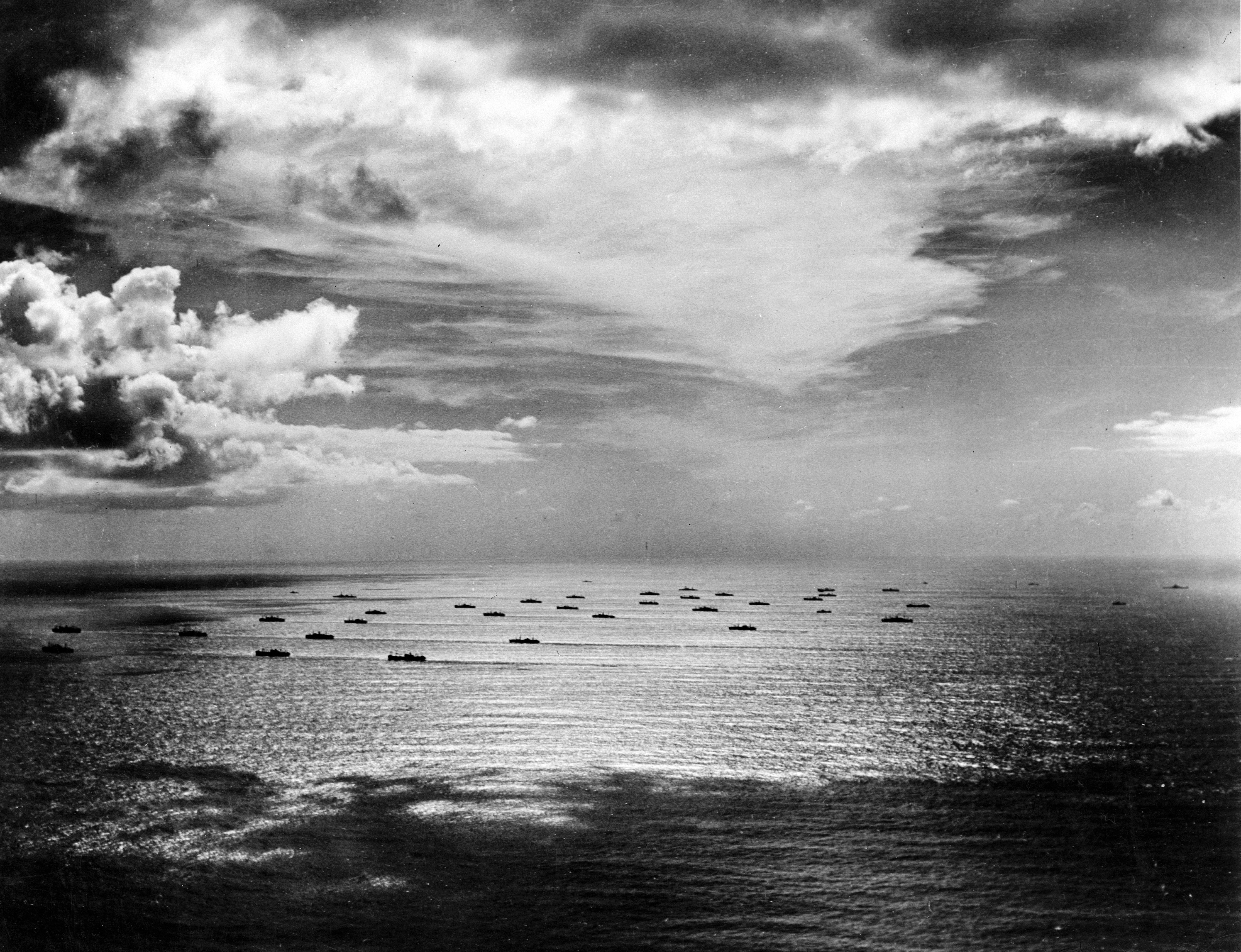
Un convoi transatlantique en 1942.

Après l’entrée dans la Seconde Guerre mondiale des États-Unis, le Pan Golfe navigue régulièrement dans des convois dans l'Atlantique Nord mais aussi dans les Caraïbes et le golfe du Mexique. Entre avril et septembre 1942, le Pan Golfe effectue deux aller-retours entre les États-Unis et Liverpool. En septembre, le cargo quitte New York pour les Caraïbes afin de prendre en charge une cargaison de bauxite. Il atteint sa destination début novembre, puis prend la direction de Galveston au Texas avant de retourner à New York à la mi-février 1943. À la fin de février, le Pan Golfe quitte New York pour l'Angleterre en passant par Halifax avec le convoi HX 228. Il initie le premier de ses sept allers-retours effectués entre le Royaume-Uni et les États-Unis sur une période de 21 mois. En juillet, l'United States Maritime Commission (USMC) rachète le Pan Golfe à la Pan-Atlantique Line, surpayant sa valeur environ 16 fois, selon sénateur du Vermont George Aiken (en).
Le 5 mai 1945, l'USMC remet en prêt-bail le Pan Golfe à la Far East Shipping Company (en) (FESCO) en Union soviétique. La FESCO rebaptise le navire SS Lermontov (russe : Лермонтов, prononciation russe : [lʲɛrməntəf]) d'après le poète Mikhaïl Lermontov. Les Soviétiques arment le navire avec un canon de 4 pouces (100 mm) et d'autres armes. Il emploie ce dernier comme navire cargo militaire. Après la guerre, le Lermontov demeure jusque dans les années cinquante à la FESCO. Il est ensuite transféré à la Black Sea Shipping Company (en), avec laquelle il reste jusqu'à sa livraison à Split en Croatie pour démolition, le 26 juin 1966,.